# 人肉玩具
《人肉玩具》（英語：A Lamb in Despair）是1999年上映的一部香港驚慄電影，由梁鴻華執導、監製及編劇，黃秋生、姚樂怡、莫家堯、雷宇揚等主演。電影改編自吳志達的殺人案，在電影分級制度下為香港三級片。本片香港票房慘淡，上映多天只有184,945港幣。

## 劇情
美籍華人子達因虐殺了25人而被捕，他卻把罪行推向一名已自殺的同謀，並成功出境.
子達來到香港是為了找自己青梅竹馬的朋友阿敏，此時，記者魯秋而找到子達的父親，他假扮是子達的朋友，並上去房子探訪，但子達的父親為一個退休警察，一眼就看出魯秋的真正身分，魯秋只好說出真相，但子達的父親卻認為自己的兒子是無辜的，魯秋見狀只好離開。
子達在香港完全接不了任何工作，他心感無奈，一名好友Dina前來安慰他，但子達的性慾望漸漸上身，還好子達控制了。此時，子達看見一名穿著紫色的裙的女子，令他想起以前被后母虐待，他瘋狂之下把那名女子綁架，並把她當成玩具一樣，自己講什麼要求都遵守，他漸漸露出變態的一面...

## 演員
| 演員   | 角色                                       | 粵語配音 | 身份 / 關係                                                                       |
| 黃秋生 | 魯秋                                       | 黃秋生   | 香港記者 對子達殺人一案深感興趣                                                   |
| 姚樂怡 | 阿敏                                       | 姚樂怡   | 為某電台主播 子達青梅竹馬的朋友 Peter的女朋友                                     |
| 莫家堯 | 子達                                       | 莫家堯   | 阿敏青梅竹馬的朋友 曾為一個變態殺人犯，綁架多名女子並把她們當成玩具，最後跳樓自殺 |
| 湯寶如 | Dina                                       | 湯寶如   | 心理醫生 子達的知己                                                               |
| 張同祖 | 子達父親                                   | 葉振聲   | 子達的父親                                                                        |
| 雷宇揚 | Peter                                      | 雷宇揚   | 阿敏的男朋友                                                                      |
| 雷宇揚 | Peter之孖生弟弟 在片末被子達挾持，后被救回 | 雷宇揚   |                                                                                   |
| 張達明 | 明警官                                     | 羅偉傑   | 重案組警官 超級憎恨子達                                                           |
| 梁鴻華 | 總編                                       | 梁鴻華   | 魯秋之上司 同時為本片導演、監製及編劇                                             |

## 外部連結
- 香港影庫上《人肉玩具》的資料（繁體中文）
- 開眼電影網上《人肉玩具》的資料（繁體中文）
- 时光网上《人肉玩具》的資料（简体中文）
- 爛番茄上《人肉玩具》的資料（英文）
- 互联网电影数据库（IMDb）上《人肉玩具》的资料（英文）